# Šindliar
Šindliar es un municipio del distrito de Prešov en la región de Prešov, Eslovaquia, con una población estimada a final del año 2024 de 571 habitantes.
Se encuentra ubicado en el centro-sur de la región, en el valle del río Torysa (cuenca hidrográfica del río Tisza) y cerca de la frontera con la región de Košice.

## Demografía
| Año        | 1994 | 2004    | 2014    | 2024    |
| ---------- | ---- | ------- | ------- | ------- |
| Población  | 518  | 553     | 548     | 571     |
| Diferencia |      | +6,75 % | −0,90 % | +4,19 % |

| Año        | 2023 | 2024    |
| ---------- | ---- | ------- |
| Población  | 564  | 571     |
| Diferencia |      | +1,24 % |